# Jacques Chaine
 (août 2013).
Si vous disposez d'ouvrages ou d'articles de référence ou si vous connaissez des sites web de qualité traitant du thème abordé ici, merci de compléter l'article en donnant les références utiles à sa vérifiabilité et en les liant à la section « Notes et références ».
Jacques Chaine (31 mars 1915 - 14 mai 1976) est un banquier français. 
Inspecteur des finances, il entre à la Banque française du commerce extérieur en 1947 dont il sera le directeur général à partir de 1965 puis son président en 1970 avant de présider le Crédit lyonnais en 1974.
Il est assassiné dans la rue, en 1976, par un anarchiste considéré comme indépendant, Jean Bilski, qui se suicide après son crime. Son épouse est décédée en 2014.